# ISO 3166-2:AE
ISO 3166-2:AE désigne la partie de la norme ISO 3166-2 qui concerne les Émirats arabes unis. Cette norme, édictée par l'Organisation internationale de normalisation, permet de désigner les principales subdivisions administratives du pays par un code en quelques chiffres et/ou lettres complétant le code ISO 3166-1 du pays.
- 1 : Abou Dabi
- 2 : Ajman
- 3 : Charjah
- 4 : Dubaï
- 5 : Fujaïrah
- 6 : Ras el Khaïmah
- 7 : Oumm al Qaïwaïn

Il existe un seul niveau désignant les émirats (en arabe :imārah). Les dénominations officielles sont en arabe en utilisant le romanisation BGN/PCGN.
| Code ISO 3166-2 | Émirats         | Émirats         |
| Code ISO 3166-2 | Nom arabe       | Variante locale |
| --------------- | --------------- | --------------- |
| AE-AZ           | Abū Zaby        | Abu Dhabi       |
| AE-AJ           | 'Ajmān          |                 |
| AE-FU           | Al Fujayrah     | Fujairah        |
| AE-SH           | Ash Shāriqah    | Sharjah         |
| AE-DU           | Dubayy          | Dubai           |
| AE-RK           | Ra’s al Khaymah | Ras Al Khaimah  |
| AE-UQ           | Umm al Qaywayn  | Umm Al Quwain   |

Historique des changements
- 2002-05-21 : ISO 3166-2:2002-05-21 n°2
- 2002-08-20 : ISO 3166-2:2002-08-20 n°3
- 2015-11-27 : Modification de l'orthographe de AE-AJ, AE-RK; ajout d’une variation locale pour AE-FU, AE-RK, AE-UQ